# Новобезсергенівка
Новобезсергенівка — село, адміністративний центр Новобезсергенівського сільського поселення Неклинівського району Ростовської області Росія.
Населення — 3585 осіб (2010 рік).

## Географія
Село Безсергенівка розташовано у південно-західної межі Таганрога, на узбережжі Азовського моря. На сході села розташовано село Петрушино; на заході — селище Дмитріадовка.

### Вулиці
| - вул. Азовська, - вул. Вишнева, - вул. Ворошилова, - вул. Східна, - вул. Гагаріна, - вул. Горького, - вул. Дзержинського, - вул. Дружби, - вул. Калініна, - вул. Комінтерну, - вул. Космонавтів, - вул. Куйбишева, | - вул. Леніна, - вул. Лермонтова, - вул. Лісова, - вул. Мала Ворошилова, - вул. Мала Куйбишева, - вул. Мала Новобудови, - вул. Мала Енгельса, - вул. Молодіжна, - вул. Новобудови, - вул. Островського, - вул. Пушкіна, | - вул. Садова, - вул. Спортивна, - вул. Будівельна, - вул. Транспортна, - вул. Фрунзе, - вул. Квіткова, - вул. Чапаєва, - вул. Чехова, - вул. Енгельса, - пров. Великий, - пров. Приморський. |